# Rafael Dieste

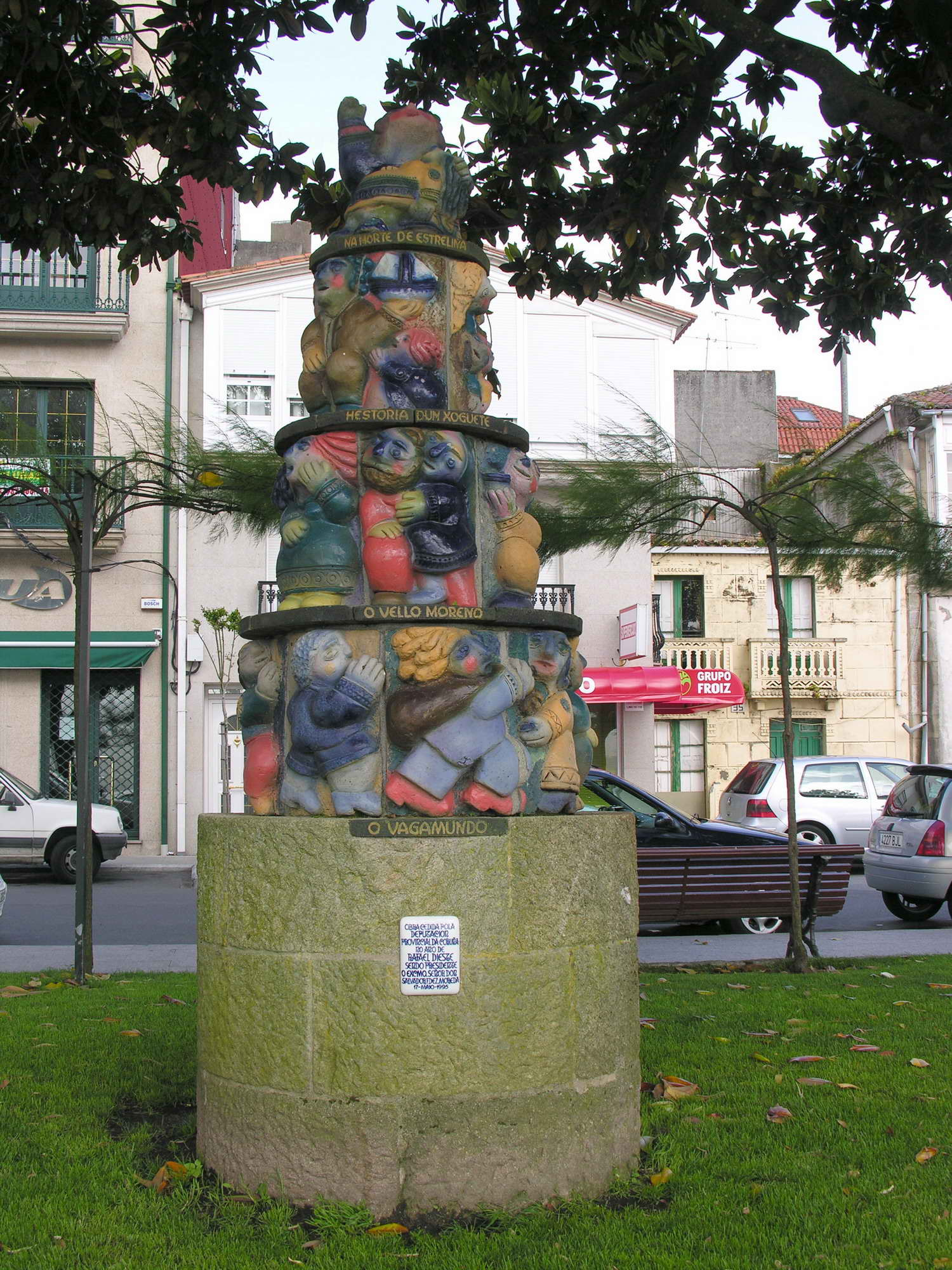
Monumento ao escritor na sua vila natal, Rianxo

Rafael Francisco Antonio Olegario Dieste Gonçalves (Rianxo, 1899 - Santiago de Compostela, 1981) foi um escritor galego. Pertenceu à chamada Geração de 22. Com os seus contos e peças de teatro, entre as que destacam A fiestra Valdeira e Dos arquivos do Trasno, tentou de modernizar o sistema literário galego afastando-o do ruralismo.

## Vida
Com quinze anos matriculou-se na Escola Normal de Compostela, mas interrompeu seus estúdios para viajar ao México, onde morava um irmão seu. De volta a Rianxo iniciou sua relação com a literatura da mão de Manuel Antonio. Ambos entraram em contato com o federalismo e o nacionalismo através de Vicente Risco.
Entre 1921 e 1923 fez o serviço militar na guerra de Marrocos. De volta à Galiza, terminou a carreira de jornalismo e colaborou em vários jornais de Vigo, como Faro de Vigo, Galiza e El Pueblo Gallego. Em 1926 recolheu oito relatos já publicados em Dos arquivos do trasno. Com a sua leitura ingressou, em 1927, no Seminário de Estudos Galegos.
Dieste fez parte de uma nova geração que se debateu entre a dedicação à causa galega e o desejo de um triunfo pessoal mais amplo nas letras espanholas. Assim, em 1932 transladou-se a Madrid para iniciar sua carreira como escritor. Foi animador nas Missões Pedagógicas, e em 1933 encabeçou a missão que visitou Galiza. A Guerra Civil surpreendeu-o em Madrid trabalhando nas Missões Pedagógicas.
Durante a Guerra Civil espanhola de 1936 fez parte da Aliança de Intelectuais Antifascistas  promovida pelos comunistas e foi um dos seus responsáveis pela sua revista literária, El Mono Azul, colaborou também na revista Nova Galiza. Foi nomeado diretor do Teatro Espanhol formando uma companhia com atores desempregados. Seguiu a retirada republicana a Valência em Novembro de 1936, onde participa na fundação da revista literária Hora da Espanha e Barcelona no final de 1937 e recebe a encomenda de Castelao de dirigir Nova Galiza, em 1939 ingressou no Exército do leste como comissário e participou na elaboração de El Combatiente del Este, finalmente exilou-se com a queda de Catalunha. Após breves estadias  na França, Rotterdam e Uruguai, estabeleceu-se em Buenos Aires, onde trabalhou como diretor literário na Editora Atlântica. Em 1948, viajou pela Europa como comissionado do Museo Nacional de Artes Plásticas de Montevidéu, e aceitou um posto de leitor de Língua e Literatura Espanholas na Universidade de Cambridge até 1952, ao que seguiria outro leitorado no Instituto Tecnológico de Estudios Superiores de Monterrey. Em 1954 regressou a Buenos Aires e à Editorial Atlántida, na que apareceu a versão definitiva de A fiestra valdeira (1958).
Em 1961 voltou a Rianxo e, um ano depois, publicou em Galáxia uma reedição 'Dos Arquivos do Trasno, ampliando o número de contos. Em meados dessa década instalou-se na Corunha e em 1970 ingressou na Real Academia Galega como membro de número com o discurso "A vontade de estilo na fala popular". Colaborou em diversas publicações e foi requerido para participar em conferências, homenagens e mesas redondas. As suas intervenções nestes atos públicos foram recolhidas no livro póstumo Encontros e vieiros (1990). Em 1977 assinou o "Manifesto dos 29", reclamando o autogoverno para a Galiza.
Poucos meses antes da sua morte apareceu o volume Antre a terra e o ceo ("Entre a terra e o céu"), que recolhe artigos da década de 1920 publicados em El Pueblo Gallego.
Foi-lhe dedicado o Dia das Letras Galegas de 1995.

## Obra

### Em galego
- Dos arquivos do trasno (1926)
- A fiestra valdeira (1927)
- A vontade de estilo na fala popular (1975)
- Viaxe e fin de don Frontán (publicado postumamente em 1982)
- Antre a terra e o ceo

### Em castelhano
- Juan de Luz (1929)
- Rojo farol amante (1933)
- Quebranto de doña Luparia y otras farsas (1934)
- La vieja piel del mundo (1936)
- Promesa del viejo y la doncella (1938)
- De cómo vino al mundo Félix Muriel (1942)
- Historias e invenciones de Félix Muriel (1943)
- Viaje, duelo y perdición (1945)
- Luchas con el desconfiado (1948)
- Nuevo tratado del paralelismo (1955)
- Pequeña clave ortográfica (1956)
- Diálogo de Manuel y David (1965)
- ¿Qué es un axioma? (1967)
- Testamento geométrico (1975)
- Viaje, duelo y perdición: tragedia, humorada y comedia (1979)
- El alma y el espejo (1981)